# Ademar Santos
Ademar Ferreira dos Santos (Braga, Portugal, 9 de Dezembro de 1952, Braga 22 de Maio de 2010), foi um escritor e professor português.

## Biografia
Nasceu em Braga onde viveu a juventude, tendo-se, mais tarde, licenciado em Direito pela Universidade de Coimbra. Foi professor do ensino secundário. Ganhou notoriedade como jornalista, tendo colaborado com o Jornal Expresso. Foi, na sua actividade como professor, entre 2001 e 2006, presidente da Direcção da Escola da Ponte em Vila das Aves. Esse projecto ainda continua e faz dessa escola um modelo de práticas pedagógicas inovadoras [ligação inativa] e um exemplo citado não só em Portugal, mas também em países estrangeiros, principalmente no Brasil . Faleceu a 22 de Maio de 2010 de um enfarte do miocárdio.
Como escritor, é referido pelo seu amigo, o escritor brasileiro Rubem Alves, como um feiticeiro da palavra . Rubem Alves é aliás o autor do prefácio da colectânea de poemas Descansando do Futuro  que Ademar Santos publicou em 2003.
Era o autor do blogue Abnóxio onde conjugava as suas vertentes de jornalista e homem de letras sem esquecer nunca os seus alunos e colegas professores. Era, também, nesse blogue, que, segundo as suas próprias palavras, editava, diariamente, os seus poemas originais a que insistia em denominar Improvisos, e que são reconhecidos, pelo seu público, como poemas de valor que, seguramente, vão ser publicados nos seus próximos livros.
Irmão da professora universitária Laura Ferreira dos Santos , foi pai de três rapazes.

## Obras
- Descansando do Futuro - reserva de intimidade, Edições Asa, 2003
- Mosteiro de Tibães (1834-1864) - Trinta anos para perder o rasto a uma Memória de Séculos, Gráfica de S. Vicente, 1987